# European Golden League maschile 2024
L'European Golden League 2024, 20ª edizione dell'omonima competizione di pallavolo maschile, si è svolta dal 17 maggio al 16 giugno 2024: al torneo hanno partecipato dodici squadre nazionali europee e la vittoria finale è andata per la seconda volta all'Ucraina.

## Regolamento

### Formula
La formula ha previsto:
- Fase a gironi, disputata con girone all'italiana: le prime tre classificate e la squadra del paese organizzatore (nel caso in cui sia stata tra le prime tre classificate, si è qualificata la quarta classificata) hanno acceduto alla fase finale mentre l'ultima classificata è retrocessa in European Silver League 2025.
- Fase finale, disputata con semifinali, finale terzo posto e finale.

### Criteri di classifica
Se il risultato finale è stato di 3-0 o 3-1 sono stati assegnati 3 punti alla squadra vincente e 0 a quella sconfitta, se il risultato finale è stato di 3-2 sono stati assegnati 2 punti alla squadra vincente e 1 a quella sconfitta.
L'ordine del posizionamento in classifica è stato definito in base a:
- Numero di partite vinte;
- Punti;
- Ratio dei set vinti/persi;
- Ratio dei punti realizzati/subiti;
- Risultati degli scontri diretti.

## Squadre partecipanti
| Squadra            | Qualificazione                     | Ultima partecipazione       |
| ------------------ | ---------------------------------- | --------------------------- |
| Azerbaigian        | Wild card                          | European League 2017        |
| Belgio             | 7ª in European Golden League 2023  | European Golden League 2023 |
| Croazia            | 3ª in European Golden League 2023  | European Golden League 2023 |
| Estonia            | 8ª in European Golden League 2023  | European Golden League 2023 |
| Finlandia          | 6ª in European Golden League 2023  | European Golden League 2023 |
| Lussemburgo        | Wild card                          | European League 2016        |
| Macedonia del Nord | 11ª in European Golden League 2023 | European Golden League 2023 |
| Portogallo         | 5ª in European Golden League 2023  | European Golden League 2023 |
| Rep. Ceca          | 4ª in European Golden League 2023  | European Golden League 2023 |
| Romania            | 9ª in European Golden League 2023  | European Golden League 2023 |
| Spagna             | Wild card                          | European Golden League 2022 |
| Ucraina            | 2ª in European Golden League 2023  | European Golden League 2023 |

## Torneo

### Fase a gironi

#### Prima settimana

##### Girone 1
| 17 maggio 2024 Palazzetto dello sport A.Y.S., Baku Durata: 1h:20 - Spettatori: 800 | Romania     | 3 - 0 | Azerbaigian | 25-16, 25-16, 25-19        |
| 18 maggio 2024 Palazzetto dello sport A.Y.S., Baku Durata: 1h:47 - Spettatori: 100 | Ucraina     | 3 - 1 | Romania     | 20-25, 25-21, 25-23, 25-19 |
| 19 maggio 2024 Palazzetto dello sport A.Y.S., Baku Durata: 1h:11 - Spettatori: 700 | Azerbaigian | 0 - 3 | Ucraina     | 16-25, 16-25, 23–25        |

##### Girone 2
| 17 maggio 2024 Sportska sala Park, Strumica Durata: 1h:49 - Spettatori: 1 300 | Estonia            | 3 - 1 | Macedonia del Nord | 25-23, 14-25, 25-19, 25-22 |
| 18 maggio 2024 Sportska sala Park, Strumica Durata: 1h:20 - Spettatori: 100   | Rep. Ceca          | 3 - 0 | Estonia            | 25-22, 25-20, 25-16        |
| 19 maggio 2024 Sportska sala Park, Strumica Durata: 1h:23 - Spettatori: 1 300 | Macedonia del Nord | 0 - 3 | Rep. Ceca          | 16-25, 15-25, 16-25        |

##### Girone 3
| 17 maggio 2024 Tampereen jäähalli, Tampere Durata: 1h:52 - Spettatori: 1 950 | Croazia   | 3 - 1 | Finlandia | 21-25, 26-24, 25-15, 25-22 |
| 18 maggio 2024 Tampereen jäähalli, Tampere Durata: 2h:05 - Spettatori: 675   | Belgio    | 1 - 3 | Croazia   | 25-21, 24-26, 22-25, 24-26 |
| 19 maggio 2024 Tampereen jäähalli, Tampere Durata: 1h:29 - Spettatori: 2 275 | Finlandia | 3 - 0 | Belgio    | 25-23, 25-17, 26-24        |

##### Girone 4
| 17 maggio 2024 Pavilhão Municipal Joaquim Vairinhos, Loulé Durata: 1h:18 - Spettatori: 805   | Lussemburgo | 0 - 3 | Portogallo  | 22-25, 19-25, 16-25        |
| 18 maggio 2024 Pavilhão Municipal Joaquim Vairinhos, Loulé Durata: 1h:16 - Spettatori: 120   | Spagna      | 3 - 0 | Lussemburgo | 25-15, 25-17, 25-21        |
| 19 maggio 2024 Pavilhão Municipal Joaquim Vairinhos, Loulé Durata: 2h:31 - Spettatori: 1 227 | Portogallo  | 3 - 1 | Spagna      | 23-25, 25-21, 25-22, 35-33 |

#### Seconda settimana

##### Girone 5
| 24 maggio 2024 D'Coque, Lussemburgo Durata: 1h:12 - Spettatori: 520 | Rep. Ceca   | 3 - 0 | Lussemburgo | 25-17, 25-13, 25-22        |
| 25 maggio 2024 D'Coque, Lussemburgo Durata: 1h:52 - Spettatori: 320 | Ucraina     | 1 - 3 | Rep. Ceca   | 22-25, 25-23, 15-25, 22-25 |
| 26 maggio 2024 D'Coque, Lussemburgo Durata: 1h:12 - Spettatori: 360 | Lussemburgo | 0 - 3 | Ucraina     | 16-25, 19-25, 20-25        |

##### Girone 6
| 24 maggio 2024 Palacio de Deportes de Gijón, Gijón Durata: 2h:38 - Spettatori: 2 500 | Estonia   | 3 - 2 | Spagna    | 25-22, 23-25, 31-29, 25-27, 18-16 |
| 25 maggio 2024 Palacio de Deportes de Gijón, Gijón Durata: 1h:47 - Spettatori: 300   | Finlandia | 3 - 1 | Estonia   | 23-25, 25-21, 25-19, 25-18        |
| 26 maggio 2024 Palacio de Deportes de Gijón, Gijón Durata: 1h:52 - Spettatori: 750   | Spagna    | 3 - 1 | Finlandia | 25-21, 19-25, 26-24, 25-21        |

##### Girone 7
| 24 maggio 2024 Sala Sporturilor Traian, Râmnicu Vâlcea Durata: 1h:53 - Spettatori: 2 500 | Croazia    | 3 - 1 | Romania    | 25-23, 25-22, 20-25, 25-22        |
| 25 maggio 2024 Sala Sporturilor Traian, Râmnicu Vâlcea Durata: 1h:55 - Spettatori: 400   | Portogallo | 1 - 3 | Croazia    | 24-26, 22-25, 25-22, 22-25        |
| 26 maggio 2024 Sala Sporturilor Traian, Râmnicu Vâlcea Durata: 2h:15 - Spettatori: 700   | Romania    | 2 - 3 | Portogallo | 23-25, 25-22, 25-16, 22-25, 12-15 |

##### Girone 8
| 24 maggio 2024 Topsporthal, Beveren Durata: 1h:10 - Spettatori: 1 053 | Azerbaigian        | 0 - 3 | Belgio             | 19-25, 16-25, 17-25               |
| 25 maggio 2024 Topsporthal, Beveren Durata: 1h:11 - Spettatori: 47    | Macedonia del Nord | 3 - 0 | Azerbaigian        | 25-17, 25-17, 25-18               |
| 26 maggio 2024 Topsporthal, Beveren Durata: 2h:18 - Spettatori: 1 627 | Belgio             | 3 - 2 | Macedonia del Nord | 25-22, 22-25, 25-17, 24-26, 17-15 |

#### Terza settimana

##### Girone 9
| 31 maggio 2024 Spordihall, Rakvere Durata: 1h:15 - Spettatori: 1 650 | Azerbaigian | 0 - 3 | Estonia     | 14-25, 15-25, 17-25               |
| 1º giugno 2024 Spordihall, Rakvere Durata: 1h:52 - Spettatori: 70    | Lussemburgo | 3 - 2 | Azerbaigian | 25-20, 22-25, 21-25, 25-17, 15-11 |
| 2 giugno 2024 Spordihall, Rakvere Durata: 1h:01 - Spettatori: 1 215  | Estonia     | 3 - 0 | Lussemburgo | 25-9, 25-16, 25-11                |

##### Girone 10
| 31 maggio 2024 Nastavno-Sportska DGV, Osijek Durata: 2h:33 - Spettatori: 300 | Macedonia del Nord | 2 - 3 | Croazia            | 31-33, 25-17, 29-27, 21-25, 12-15 |
| 1º giugno 2024 Nastavno-Sportska DGV, Osijek Durata: 2h:08 - Spettatori: 50  | Spagna             | 3 - 1 | Macedonia del Nord | 17-25, 25-22, 25-22, 25-22        |
| 2 giugno 2024 Nastavno-Sportska DGV, Osijek Durata: 1h:37 - Spettatori: 500  | Croazia            | 3 - 0 | Spagna             | 27-25, 25-22, 25-23               |

##### Girone 11
| 30 maggio 2024 Hala míčových sportu, Karlovy Vary Durata: 2h:16 - Spettatori: 1 051 | Finlandia | 3 - 2 | Rep. Ceca | 16-25, 25-23, 30-32, 25-22, 15-11 |
| 31 maggio 2024 Hala míčových sportu, Karlovy Vary Durata: 2h:16 - Spettatori: 120   | Romania   | 3 - 2 | Finlandia | 23-25, 21-25, 26-24, 26-24, 15-12 |
| 1º giugno 2024 Hala míčových sportu, Karlovy Vary Durata: 2h:30 - Spettatori: 1 550 | Rep. Ceca | 3 - 2 | Romania   | 24-26, 25-20, 22-25, 25-20, 15-13 |

##### Girone 12
| 31 maggio 2024 Arena Jaskółka, Tarnów Durata: 1h:51 - Spettatori: 120 | Portogallo | 1 - 3 | Ucraina    | 16-25, 25-17, 22-25, 23-25        |
| 1º giugno 2024 Arena Jaskółka, Tarnów Durata: 2h:20 - Spettatori: 60  | Belgio     | 3 - 2 | Portogallo | 25-22, 29-31, 19-25, 25-18, 15-11 |
| 2 giugno 2024 Arena Jaskółka, Tarnów Durata: 2h:14 - Spettatori: 120  | Ucraina    | 2 - 3 | Belgio     | 20-25, 25-15, 25-21, 25-27, 11-15 |

#### Classifica
| Pos. | Squadra            | Pt | G | V | P | SV | SP | Ratio | PF  | PS  | Ratio |
| ---- | ------------------ | -- | - | - | - | -- | -- | ----- | --- | --- | ----- |
| 1.   | Croazia            | 17 | 6 | 6 | 0 | 18 | 6  | 3,000 | 582 | 554 | 1,050 |
| 2.   | Rep. Ceca          | 15 | 6 | 5 | 1 | 17 | 6  | 2,833 | 547 | 456 | 1,199 |
| 3.   | Ucraina            | 13 | 6 | 4 | 2 | 15 | 8  | 1,875 | 527 | 485 | 1,086 |
| 4.   | Estonia            | 11 | 6 | 4 | 2 | 13 | 9  | 1,444 | 502 | 463 | 1,084 |
| 5.   | Belgio             | 9  | 6 | 4 | 2 | 13 | 12 | 1,083 | 563 | 544 | 1,034 |
| 6.   | Spagna             | 10 | 6 | 3 | 3 | 12 | 11 | 1,090 | 552 | 542 | 1,018 |
| 7.   | Finlandia          | 9  | 6 | 3 | 3 | 13 | 12 | 1,083 | 572 | 563 | 1,016 |
| 8.   | Portogallo         | 9  | 6 | 3 | 3 | 13 | 12 | 1,083 | 572 | 568 | 1,007 |
| 9.   | Romania            | 7  | 6 | 2 | 4 | 12 | 14 | 0,857 | 577 | 565 | 1,021 |
| 10.  | Macedonia del Nord | 5  | 6 | 1 | 5 | 9  | 15 | 0,600 | 525 | 538 | 0,975 |
| 11.  | Lussemburgo        | 2  | 6 | 1 | 5 | 3  | 17 | 0,176 | 361 | 473 | 0,763 |
| 12.  | Azerbaigian        | 1  | 6 | 0 | 6 | 2  | 18 | 0,111 | 354 | 483 | 0,732 |

      Qualificata alla fase finale.
      Retrocessa in European Silver League.

### Fase finale
|  | Semifinali | Semifinali | Semifinali |         |   | Finale          | Finale          | Finale          |  |
|  |            |            |            |         |   |                 |                 |                 |  |
|  | 1          | Croazia    | 3          |         |   |                 |                 |                 |  |
|  | 1          | Croazia    | 3          |         |   |                 |                 |                 |  |
|  | 4          | Estonia    | 2          |         |   |                 |                 |                 |  |
|  | 4          | Estonia    | 2          |         | 1 | Croazia         | 1               |                 |  |
|  |            |            |            |         | 1 | Croazia         | 1               |                 |  |
|  |            |            | 3          | Ucraina | 3 |                 |                 |                 |  |
|  | 2          | Rep. Ceca  | 3          | Ucraina | 3 | 0               |                 |                 |  |
|  | 2          | Rep. Ceca  |            |         |   | 0               |                 |                 |  |
|  | 3          | Ucraina    | 3          |         |   | Finale 3º posto | Finale 3º posto | Finale 3º posto |  |
|  | 3          | Ucraina    | 3          |         |   |                 |                 |                 |  |
|  |            |            |            |         |   |                 |                 |                 |  |
|  |            |            |            |         |   | 4               | Estonia         | 2               |  |
|  |            |            |            |         |   | 4               | Estonia         | 2               |  |
|  |            |            |            |         |   | 2               | Rep. Ceca       | 3               |  |

#### Semifinali
| 15 giugno 2024 Nastavno-Sportska DGV, Osijek Durata: 2h:29 - Spettatori: 980 | Croazia   | 3 - 2 | Estonia | 25-20, 24-26, 25-21, 19-25, 15-13 |
| 15 giugno 2024 Nastavno-Sportska DGV, Osijek Durata: 1h:24 - Spettatori: 90  | Rep. Ceca | 0 - 3 | Ucraina | 24-26, 16-25, 20-25               |

#### Finale 3º posto
| 16 giugno 2024 Nastavno-Sportska DGV, Osijek Durata: 2h:36 - Spettatori: 102 | Estonia | 2 - 3 | Rep. Ceca | 25-20, 22-25, 33-31, 25-27, 12-15 |

#### Finale
| 16 giugno 2024 Nastavno-Sportska DGV, Osijek Durata: 2h:14 - Spettatori: 1 550 | Croazia | 1 - 3 | Ucraina | 25-23, 19-25, 26-28, 19-25 |

## Classifica finale
| Pos | Squadra            | Rosa |
| --- | ------------------ | --- |
|     | Ucraina            | Formazione: Didenko, Parkhomenko, Vietskyy, Shapoval, Plotnyc'kyj, Tonkonoh, Drozd, Synycja, Yanchuk, Ter'omenko, Shapoval, Semenjuk, Rudnytskyi, Yevstratov, Tupčij, Zhukov, Koval'ov, Pampushko, Ščytkov, Dolgopolov, Bojko, Fodorenko, Iereshchenko, Poluyan, Hetman, Kanajev, Nalozhnyi, Kisiljuk, Veletskyi, Ščurov, Chelenyak, Uryvkin, Koval, Luban, Tsmokalo, CT: Lozano |
|     | Croazia            | Formazione: 1 Višić, 2 Kulušić, 4 Nikačević, 6 Bakonji, 7 Sedlaček, 8 Jakopec, 9 Vlašić, 10 Šestan, 11 P. Đirlić, 12 I. Đirlić, 13 Pervan, 15 Mitrašinović, 18 Repek, 19 Zeljković, 20 Cvanciger, 22 Mandura, CT: Juričić |
|     | Rep. Ceca          | Formazione: 1 Pavlíček, 2 Klajmon, 5 Zajíček, 7 Benda, 9 Bartůněk, 10 Svoboda, 11 Vašina, 13 Kollátor, 14 Čech, 19 Kovařík, 20 Spulak, 21 Bryknar, 23 Indra, 25 Polák, 61 Drahoňovský, CT: Novák |
| 4   | Estonia            | Formazione: 1 Treial, 3 Allik, 7 Teppan, 8 Tammearu, 9 R. Täht, 10 Maar, 12 A. Saar, 15 T. Täht, 16 Viiber, 18 Saaremaa, 19 Aganits, 22 Keel, 25 Kordas, 26 K. Saar, 28 Lõhmus, 30 Aru, CT: Rikberg |
| 5   | Belgio             | Formazione: 1 Cox, 2 Reggers, 5 Blondeel, 6 Plaskie, 8 Fransen, 9 D'Heer, 11 Van Hoyweghen, 12 Rotty, 13 Verwimp, 18 Verhamme, 20 Van de Velde, 23 Perin, 26 Dufraing, 28 Cardillo, CT: Zanini |
| 6   | Spagna             | Formazione: 1 Colito, 2 Villalba, 3 Rodríguez, 4 Gimeno, 5 Lorente, 7 Ramón, 8 Larrañaga, 9 López, 10 Ruiz, 11 De Amo, 12 Diedhiou, 14 Cézar, 27 Ribas, 77 Olalla, 98 Iribarne, CT: Rivera |
| 7   | Finlandia          | Formazione: 1 Ronkainen, 2 Ivanov, 5 Zhbankov, 6 Tyynismaa, 7 Suihkonen, 8 Köykkä, 9 Välimaa, 10 Marttila, 11 Haapaniemi, 12 Nikula, 13 Jokela, 14 Heiskanen, 17 Savonsalmi, 19 Breilin, CT: Kunnari |
| 8   | Portogallo         | Formazione: 1 Sinfrónio, 2 Silva, 4 Cvetićanin, 5 Dias, 6 Ferreira, 7 Figueiredo, 8 Violas, 9 Marques, 10 Sousa, 11 M. Cunha, 12 Martins, 13 Brito, 15 Tavares, 16 B. Cunha, 17 Andrade, CT: José |
| 9   | Romania            | Formazione: 1 Bartha, 2 Peța, 3 Constantin, 4 Diaconescu, 5 Chițigoi, 6 Dumitru, 7 Bălean, 8 Magdaș, 9 Aciobăniţei, 11 Kosinski, 12 Bala, 13 Rață, 14 Bratu, 15 Butnaru, 16 Dinculescu, 17 Kantor, 19 Călin, 20 Balu, 22 Lupu, 25 Mihălescu, 26 Bontea, 28 Ionescu, CT: Stancu                                                                                                   |
| 10  | Macedonia del Nord | Formazione: 1 Angelovski, 2 Ǵ. Ǵorǵiev, 3 Efremov, 4 N. Ǵorǵiev, 5 Milev, 6 Arsov, 9 Lepidovski, 10 Stojanov, 12 Miraschiev, 14 Boshkov, 15 Madjunkov, 16 Iliev, 17 Kostikj, 18 Ilijev, 19 Richliev, 20 Savovski, CT: Nakovski |
| 11  | Lussemburgo        | Formazione: 1 Si. Marinho Novais, 2 Sa. Marinho Novais, 3 Gajin, 4 Bollendorff, 6 Braas, 8 Distefano, 12 Constantinou, 13 Erpelding, 14 Zuidberg, 15 Feit, 16 Glesener, 17 Zehren, 19 Galoppo, 22 Matilde da Luz, 23 Hoffmann, CT: Dascălu |
| 12  | Azerbaigian        | Formazione: 1 Bayramov, 2 Gasimov, 3 Ablou, 4 Azimov, 5 Aliyev, 6 Alishanov, 7 Vasilenko, 9 Seyidli, 10 Bunyatov, 12 Jenkel, 13 Ashumov, 14 Mammadov, 19 Allahverdiyev, 20 Melnikov, 28 Hamidov, 38 Nikulenko, 77 Gurskiy, CT: Jalalov |

|  |  | Qualificata alla Volleyball Challenger Cup 2024. |

|  | Retrocessa in European Silver League 2025. |

## Statistiche
| Rendimento individuale | Rendimento individuale | Rendimento individuale | Rendimento individuale |
| Pos.                   | Nome                   | Punti                  | Squadra                |
| ---------------------- | ---------------------- | ---------------------- | ---------------------- |
| 1                      | Petar Đirlić           | 170                    | Croazia                |
| 2                      | Patrik Indra           | 152                    | Rep. Ceca              |
| 3                      | Nikola Ǵorǵiev         | 138                    | Macedonia del Nord     |
| 4                      | Ferre Reggers          | 136                    | Belgio                 |
| 5                      | Märt Tammearu          | 125                    | Estonia                |

| Attacchi vincenti | Attacchi vincenti | Attacchi vincenti | Attacchi vincenti  |
| Pos.              | Nome              | Punti             | Squadra            |
| ----------------- | ----------------- | ----------------- | ------------------ |
| 1                 | Petar Đirlić      | 153               | Croazia            |
| 2                 | Nikola Ǵorǵiev    | 126               | Macedonia del Nord |
| 3                 | Patrik Indra      | 122               | Rep. Ceca          |
| 4                 | Ferre Reggers     | 115               | Belgio             |
| 5                 | Märt Tammearu     | 113               | Estonia            |

| Muri vincenti | Muri vincenti   | Muri vincenti | Muri vincenti      |
| Pos.          | Nome            | Punti         | Squadra            |
| ------------- | --------------- | ------------- | ------------------ |
| 1             | Sven Jakopec    | 26            | Croazia            |
| 2             | Kruno Nikačević | 21            | Croazia            |
| 3             | Filip Savovski  | 20            | Macedonia del Nord |
| 4             | Bela Bartha     | 19            | Romania            |
| 5             | Adam Zajíček    | 18            | Rep. Ceca          |
| 5             | Jurij Semenjuk  | 18            | Ucraina            |

| Battute vincenti | Battute vincenti | Battute vincenti | Battute vincenti |
| Pos.             | Nome             | Punti            | Squadra          |
| ---------------- | ---------------- | ---------------- | ---------------- |
| 1                | Patrik Indra     | 16               | Rep. Ceca        |
| 2                | Ivan Zeljković   | 14               | Croazia          |
| 3                | Ferre Reggers    | 13               | Belgio           |
| 3                | Alexandru Rață   | 13               | Romania          |
| 5                | Luka Marttila    | 12               | Finlandia        |
| 5                | Lukáš Vašina     | 12               | Rep. Ceca        |
| 5                | Luboš Bartůněk   | 12               | Rep. Ceca        |